# Едмонд Апеті Каоло
Едмонд Коссіві Апеті (фр. Edmond Apéti Kaolo), відоміший під прізвиськом Доктор Каоло (фр. Docteur Kaolo, нар. 1946, Цевіє, Того — пом. 2 липня 1972, Ломе) — тоголезький футболіст, що грав на позиції нападника. Наклубному рівні протягом усієї кар'єри грав у складі клубу «Етуаль Філант», у складі якого в 1968 році грав у фіналі Кубка африканських чемпіонів. У 1972 році Едмонд Апеті Каоло грав у складі національної збірної Того у фінальному турнірі Кубка африканських націй 1972 року, на якому відзначився 2 забитими м'ячами у ворота збірної Малі та одним м'ячем у ворота збірна Кенії. 2 липня 1972 року він загинув у мотоциклетній аварії. На честь Едмонда Апеті Каоло у 2014 році проведено футбольний турнір його пам'яті.